# Den norske kirke
Den norske kirke er Norges statskirke og tilhører som de øvrige nordiske statskirker den evangelisk-lutherske strømning inden for kristendommen. Indtil reformationen var kirken en del af den romerskkatolske kirke, men overgik til statslig styring i 1537 efter Reformationen i Danmark og Norge, hvorefter kongen af Danmark-Norge blev det øverste kirkelige overhoved. I Norge var monarken helt frem til 2012 kirkens overhoved.
Kirken er opdelt i 11 bispedømmer og i 2011 var omkring 77 % af landets befolkning medlemmer af kirken.
Linda Hofstad Helleland (H) er Norges nuværende kultur- og kirkeminister.
Udenfor Norge repræsenteres kirken af Sjømannskirken, der efter aftale med både Den norske kirke og den norske stat er "kirke for nordmænd i udlandet".
Oprindeligt indeholdt den norske grundlov sætningen "Den evangelisk-lutherske Religion forbliver Statens offentlige Religion", men dette blev i 2012 ændret til "Den norske kirke, en evangelisk-luthersk kirke, forblir Norges folkekirke og understøttes som sådan av staten." – en formulering ganske lig formuleringen i den danske grundlov. Fra og med 2017 er den norske kirke tillige organisatorisk adskilt fra staten og er blevet sit eget retssubjekt, men kirken understøttes stadig økonomisk af staten.

## Bispedømmer
Den norske kirke (Dnk) er en episkopal-synodal kirke, og er inddelt i 11 bispedømmer. Disse er:
- Oslo bispedømme, med bispesæde i Oslo. Bispedømmet dækker Oslo, Asker og Bærum. 
Biskoppen i Oslo har også tilsyn med døvemenigheden og feltpræstekorpset. Biskop er Ole Christian Kvarme.
- Borg bispedømme, med bispesæde i Fredrikstad. Bispedømmet dækker Østfold og Akershus, med undtagen Asker og Bærum. Biskop er Helga Haugland Byfuglien.
- Hamar bispedømme, med bispesæde i Hamar. Bispedømmet dækker Oppland og Hedmark. Biskop er Solveig Fiske.
- Tunsberg bispedømme, med bispesæde i Tønsberg. Bispedømmet dækker Buskerud og Vestfold. Biskop er Laila Riksaasen Dahl.
- Agder og Telemark bispedømme, med bispesæde i Kristiansand. Bispedømmet dækker Telemark, Aust-Agder og Vest-Agder. Biskop er Olav Skjevesland.
- Stavanger bispedømme, med bispesæde i Stavanger. Bispedømmet dækker Rogaland. Biskop er Erling Pettersen.
- Bjørgvin bispedømme, med bispesæde i Bergen. Bispedømmet dækker Hordaland og Sogn og Fjordane. 
Biskoppen i Bjørgivn har også tilsyn med Sjømannskirken. Biskop er Halvor Nordhaug.
- Møre bispedømme, med bispesæde i Molde. Bispedømmet dækker Møre og Romsdal. Biskop er Ingeborg Midttømme.
- Nidaros bispedømme, med bispesæde i Trondheim. Bispedømmet dækker Nord- og Sør-Trøndelag. Biskop er Tor Singsaas.
- Sør-Hålogaland bispedømme, med bispesæde i Bodø. Bispedømmet dækker Nordland. Biskop er Tor Berger Jørgensen.
- Nord-Hålogaland bispedømme, med bispesæde i Tromsø. Bispedømmet dækker Troms, Finnmark og Svalbard. Biskop er Per Oskar Kjølaas.